# Посёлок леспромхоза (Наро-Фоминский район)
леспромхоза — посёлок в Наро-Фоминском районе Московской области, входит в состав сельского поселения Атепцевское. Население — 40 чел. (2010), в посёлке числятся 4 улицы и 1 садовое товарищество. До 2006 года Плаксино входило в состав Каменского сельского округа.
Посёлок расположен в центральной части района, в излучине правого берега реки Нары, примерно в 1 км к югу от Наро-Фоминска, высота центра над уровнем моря 165 м. Ближайшие населённые пункты — Горчухино в 0,5 км на юг, на противоположном берегу реки и Елагино в 1,5 км на юго-запад. У западной окраины посёлка проходит автодорога М3 Украина.

## Население
| 2002 | 2006 | 2010 |
| ---- | ---- | ---- |
| 54   | ↗70  | ↘40  |